# Mistrzostwa Europy w Pływaniu 1927 – 1500 m stylem dowolnym mężczyzn

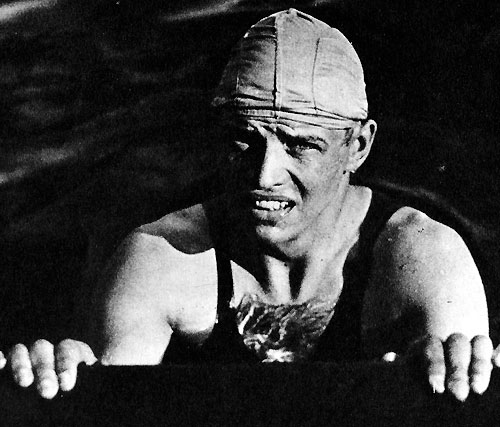
Arne Borg (SWE), zdobywca złotego medalu

Pływanie na 1500 metrów stylem dowolnym mężczyzn było jedną z konkurencji pływackich rozgrywanych na Mistrzostwach Europy w Pływaniu w Bolonii. Znane są jedynie wyniki wyścigu finałowego. Złoto zdobył Szwed Arne Borg, obrońca tytułu mistrzowskiego na tym dystansie z I Mistrzostw Europy w Pływaniu z 1926 roku. Srebro zdobył Włoch Giuseppe Perentin, zaś trzecie – obrońca brązowego medalu, Niemiec Joachim Rademacher. 

## Finał
| Pozycja | Zawodnik           | Czas    |
| ------- | ------------------ | ------- |
|         | Arne Borg          | 19:07,2 |
|         | Giuseppe Perentin  | 21:50,4 |
|         | Joachim Rademacher | 22:00,0 |
| 4       | Václav Antoš       | b. d.   |